# Jón Kalman Stefánsson
Jón Kalman Stefánsson (ur. 17 grudnia 1963 w Reykjavíku) – islandzki pisarz i poeta.

## Życiorys
Studiował literaturoznawstwo, ale studiów w tym zakresie nie ukończył. Nauczał literatury w szkołach, pracował również jako murarz, policjant i w przemyśle rybnym. Pisał teksty dla radia islandzkiego, a także dla gazety Morgunblaðið. Od 1992 do 1995 zamieszkiwał w Kopenhadze. Następnie (do 2000) był właścicielem księgarni w Mosfellsbær (okolice Reykjavíku).

## Charakter twórczości
Akcja jego powieści najczęściej związana jest z Islandią, stosuje barwne opisy i poetycki język. Najbardziej znany jest ze swej trylogii, jaką tworzą: Niebo i piekło (isl. Himnaríki og helvíti), Smutek aniołów (isl. Harmur englanna) i Hjarta mannsins.

## Twórczość

### Powieści
- Skurðir í rigningu, Bjartur, Reykjavík 1996,
- Sumarið bakvið brekkuna, Bjartur, Reykjavík 1997,
- Birtan á fjöllunum, Bjartur, Reykjavík 1999,
- Ýmislegt um risafurur og tímann, Bjartur, Reykjavík 2001,
- Snarkið í stjörnunum, Bjartur, Reykjavík 2003,
- Sumarljós og svo kemur nóttin: sögur og útúrdúrar, Bjartur, Reykjavík 2005,
- Himnaríki og helvíti, Bjartur, Reykjavík 2007; tłum. polskie Niebo i piekło, tłum. Przemysław Czarnecki, wyd. W.A.B, Warszawa 2011
- Harmur englanna, Bjartur, Reykjavík 2009; tłum. polskie Smutek Aniołów, tłum. Jacek Godek, wyd. Grupa Wydawnicza Foksal, Warszawa 2015
- Hjarta mannsins, Bjartur, Reykjavík 2011,
- Fiskarnir hafa enga fætur: ættarsaga, Bjartur, Reykjavík 2013,
- Eitthvað á stærð við alheiminn : ættarsaga, Bjartur, Reykjavík 2015,
- Saga Ástu: Hvert fer maður ef það er engin leið út úr heiminum? Benedikt bókaútgáfa, Reykjavík 2017.

### Poezja
- Hún spurði hvað ég tæki með mér á eyðieyju, Forlagið, Reykjavík 1993,
- Úr þotuhreyflum guða, Höfundur, Reykjavík 1989,
- Með byssuleyfi á eilífðina, Höfundur, Reykjavík 1988.

### Krótkie opowiadania
- Skurðir í rigningu, Bjartur, Reykjavík 1996.

## Nagrody
Otrzymał m,in, następujące nagrody:
- Islandzka Nagroda Literacka za Sumarljós og svo kemur nóttin : sögur og útúrdúrar (2005),
- Grinzane Bottari Lattes Prize (2011),
- Bookseller's Prize (2011),
- P,O, Enquist Award (2011),
- Independent Foreign Fiction Prize (2014),
- nominacja do European Literature Prize (2014)[1].